# کوچلیر
کوچلیر (انگلیسی: Cochlear) شرکت داروسازی استرالیایی است، که در سال ۱۹۸۱ تأسیس شد.